# وللور
وللور (به انگلیسی: Vellalloor) یک روستا در هند است که در Thiruvananthapuram district واقع شده‌است.

## خصوصیات
وللور ۱۱٬۸۴۲ نفر جمعیت دارد.